# In naam der koningin (televisieserie)
In naam der koningin is een vijfdelige televisieserie uit 1996 van de NCRV in samenwerking met de BRTN, die grotendeels werd opgenomen in de Filipijnen.
De serie, die werd geregisseerd door Bram van Erkel, is gebaseerd op de roman De Hongertocht uit 1936 van Madelon Székely-Lulofs. Met een budget van tien miljoen gulden was het de duurste productie voor televisie tot dan toe. Producent Carl Tewes publiceerde onder dezelfde titel in 1996 ook een roman.

## Thema
De serie draait om de Nederlandse koloniale geschiedenis in Nederlands-Indië rond 1900. In de serie wordt de Nederlandse geoloog Frederik Moree (Thom Hoffman) op expeditie naar Atjeh gestuurd om daar olie te vinden. Daarbij verdwaalt de patrouille onderweg in het oerwoud.

## Rolverdeling
- Rik Launspach, luitenant Dirk Vierkens
- Frédérique Huydts, Eva Vierkens
- Thom Hoffman, Frederik Moree
- André van den Heuvel, kapitein Van Raalte
- Theo Pont, sergeant Bijma
- Hajo Bruins, sergeant Schnittke
- Eric van der Donk, Van Heemstra
- Diana Dobbelman, mevrouw Van Heemstra
- Caya de Groot, Hannah van Heemstra
- Carine Crutzen, Lien Ditvoorst
- Geert Lageveen, sergeant Ommeland
- Johan Sirag, Emants